# هرماس عملاق
هرماس عملاق (الاسم العلمي:Hermas gigantea) هو نوع من النباتات يتبع جنس الهرماس من الفصيلة الخيمية.